# Hagerhof (Lohmar)
Hagerhof ist ein aus einem Einzelhof bestehender Wohnplatz, der zur Stadt Lohmar im Rhein-Sieg-Kreis in Nordrhein-Westfalen gehört.

## Geographie
Hagerhof liegt im Nordwesten des Stadtgebietes von Lohmar. Umliegende Ortschaften und Weiler sind Muchensiefen im Norden, Oberscheid und Schiffarth im Nordosten, Brückerhof im Osten, Hitzhof, Schöpcherhof und Scheiderhöhe im Südosten, Scheiderhöhe im Süden, Kirchscheid und Hoverhof im Südwesten, Klasberg im Westen sowie Gammersbacher Mühle und Muchensiefen im Nordwesten.
Südwestlich vom Hagerhof entspringt der Bervertsbach, ein orographisch linker Nebenfluss der Sülz.

## Geschichte
1885 hatte der Hagerhof ein Wohnhaus mit zehn Bewohnern.
Bis 1969 gehörte der Hagerhof zu der bis dahin eigenständigen Gemeinde Scheiderhöhe.

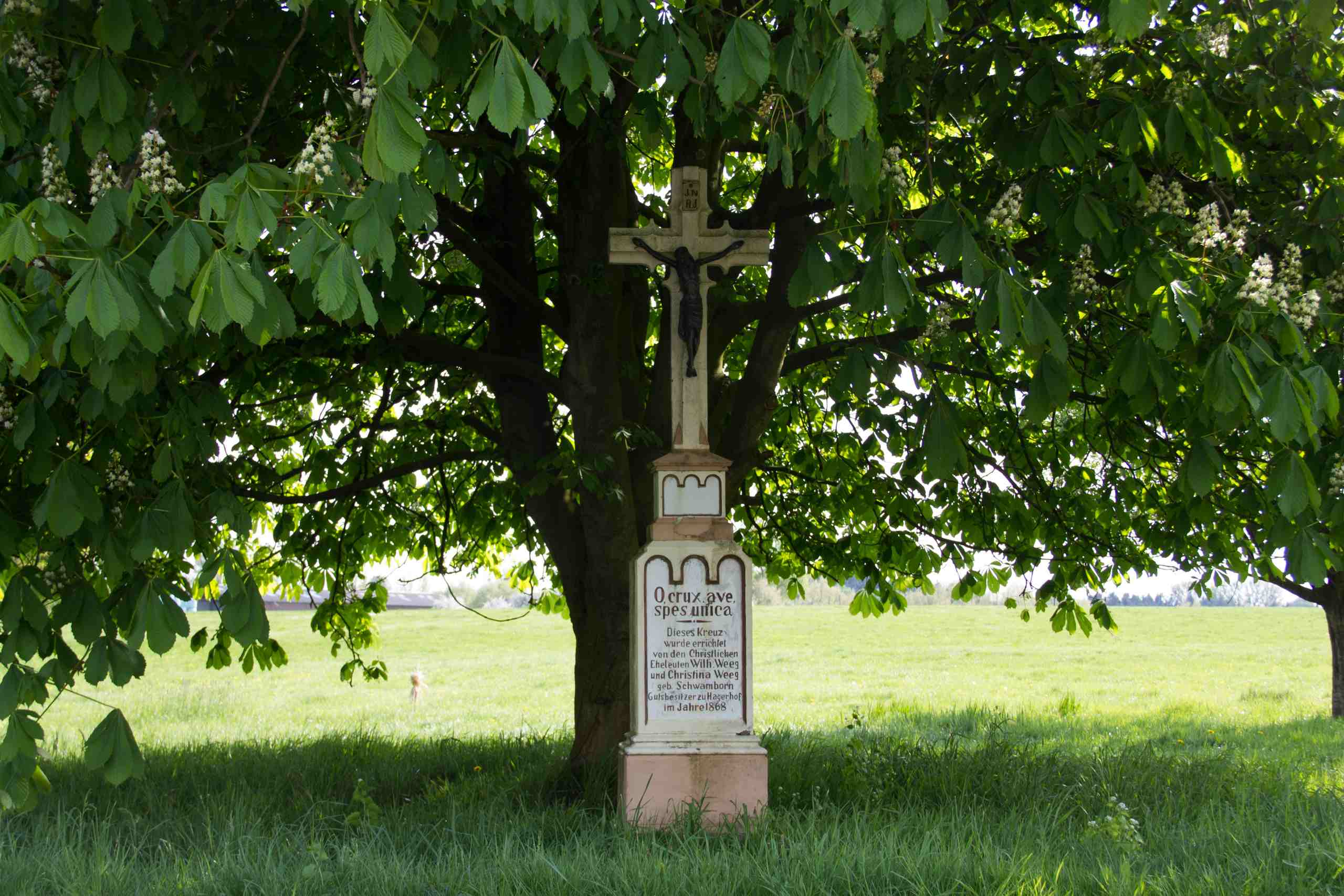
Wegekreuz Hagerhof

## Sehenswertes
Am Hagerhof steht unter einer großen Kastanie ein Wegekreuz. Es trägt die Inschrift: „O, crux ave, spes unica - Dieses Kreuz wurde errichtet von den Christlichen Eheleuten Wilh. Weeg und Christina Weeg geb. Schwamborn - Gutsbesitzer zu Hagerhof im Jahre 1868“ („Wilh.“ steht für Wilhelm, die lateinische Inschrift bedeutet ‚Sei gegrüßt, o Kreuz, einzige Hoffnung‘).

## Verkehr
Der Hagerhof liegt westlich zur Landesstraße 84.
Die Wanderwege Bergischer Streifzug Nr. 18 „Bauernhofweg“, der „Kölner Weg“ des Westerwaldvereins und der Wanderweg „<3“ des Kölner Eifelvereins führen an dem Wegekreuz Hagerhof vorbei.